# Jack Kahane
Pour les articles homonymes, voir Kahane.
Jack Kahane, né à Salford le 20 juillet 1887 et mort à Paris le 3 septembre 1939, est un écrivain et éditeur britannique, qui a fondé la maison d'édition Obelisk Press à Paris, en 1929.
Il est le premier éditeur de Henry Miller.

## Biographie
Ses parents, Selig et Susy Kahane, sont des immigrants roumains. Jack grandit à Manchester, où il tente de devenir un dramaturge et un musicien.
Jack Kahane découvre Paris durant la Première Guerre mondiale, alors qu'il est mobilisé comme lieutenant sur le front, incorporé au sein de l'Armée britannique. Fin 1918, il épouse la Française Marcelle Girodias et demeure à Paris. Le couple aura deux enfants, Maurice et Éric.
À la fin des années 1920, Jack Kahane, qui se veut alors romancier, qui a déjà publié un ouvrage chez Brentano's sous le pseudonyme de « Cecil Barr », et qui fréquentait la librairie de Sylvia Beach, décide de fonder l'Obelisk Press après la faillite en 1925 de Grant Richards (1872-1948), son éditeur. Via un partenariat avec un éditeur de livre d'art, Henry (ou Henri) Babou qui venait de fonder sa maison d'édition en septembre 1927, Kahane publie donc lui-même son roman suivant, Daffodil, toujours sous pseudonyme. Les deux hommes restent en affaires : dès 1929, Kahane permet à Babou de lancer ses premières monographies sur « les Artistes du livre », puis ils publient en 1930, sous la marque The Fontain Press, Haveth Childers Everywhere de James Joyce et Death of A Hero de Richard Aldington.
En tant qu'éditeur de « dirty books » (de livres érotiques, ou curiosa, vendus par souscription dans le cadre du marché de la bibliophilie), Kahane publie des travaux sérieux comme des livres jugés à l'époque pornographiques. Ces derniers étaient bien entendu interdits de publication et de publicité, mais Kahane profita d'un vide juridique qui entourait les livres en anglais lorsque ceux-ci étaient publiés en France pour en éditer sans entrer dans l'illégalité. Les importer en Angleterre — voire aux États-Unis — pouvaient conduire à leurs confiscations, mais aucune loi des deux côtés de la Manche n'interdisait de les fabriquer en France. Kahane, dans le cadre de ce trafic, n'était ni le premier ni le seul à user de ce stratagème. L'un des livres à bénéficier de ce vide juridique est Sleeveless Errand, de Norah C. James, qui en 1929 fait scandale en Angleterre au point d'être saisi par la police, jugé pour atteinte aux bonnes mœurs, et condamné à la destruction. Kahane va immédiatement le faire réimprimer en France.
La maison Obelisk Press, officiellement fondée en janvier 1932 en hommage à l'obélisque de la place de la Concorde, est d'abord lancée sous le nom de « The Vendôme Press » en janvier 1930 avec comme adresse (fictive ?) la place Vendôme. Il publia notamment en anglais sa propre traduction de L'Innocent de Philippe Hériat (The Lamb, 1932), Tropique du Cancer (1934), le premier ouvrage de Henry Miller, ainsi que des travaux que les autres éditeurs n'auraient pas publié par peur d'éventuelles poursuites judiciaires, comme L'Amant de lady Chatterley de D. H. Lawrence ou certaines œuvres de James Joyce, comme Haveth Childers Everywhere, un extrait du Work in progess, publié au printemps 1930 avec l'aide de l'éditeur Henri Babou — le siège parisien est alors situé au 1 rue Verniquet sous le nom de « Henri Babou and Jack Kahane Publishers » : il se peut que Kahane ait utilisé la marque Babou dès 1927-1928. Le catalogue indique parfois des prix de ventes très élevés — au moins dix fois celui d'une édition courante — et que la moitié des ouvrages est destinée à la vente aux États-Unis, : Kahane avait donc créé deux formes d'ouvrages, une édition courante vendue seulement en France et tirée à environ un millier d'exemplaires, et une édition format luxe qui pouvait être exportée sous le couvert de la bibliophilie, tirée à moins de 500 exemplaires.
En avril 1939, il publie un livre de souvenirs, Mémoires d'un booklegger, dans lequel il avoue son amour pour l'œuvre de Balzac, puis il meurt à Paris le 3 septembre suivant, au commencement de la Seconde Guerre mondiale.
Marié à Marcelle Girodias, Jack Kahane est le père de :
- Maurice Girodias, qui créa les éditions du Chêne et Olympia Press, et qui reprit la marque Obelisk Press après 1945 ;
- Éric Kahane, traducteur et adaptateur de théâtre.

## Écrits
Livres composés par Jack Kahane et publiés parfois sous le pseudonyme de Cecil Barr :
- Laugh and grow rich. Life, loves and adventures of an expatriate Englishman in post World War I in Paris, New York / Londres / Paris, Brentano's, 1923. Grant Richard réédite l'ouvrage sous le nom de Jack Kahane la même année.
- The Gay Intrigue, Londres, Grant Richard, 1925.
- The Browsing Goat, Londres, Brentano's, 1929.
- Suzy Falls Off, New York, Boni & Liveright, 1929.
- Daffodil, Paris, The Vendôme Press, 1931.
- Amour: French for Love, Paris, The Obelisk Press, 1932.
- Bright Pink Youth, Paris, The Obelisk Press, 1934.
- Lady, Take Heed!, Paris, The Obelisk Press, 1937.
- Memoirs of a Booklegger, Londres, Michael Joseph Ltd, 1939.

### Extrait de son catalogue
La plupart des ouvrages portent la mention « Not to be imported in Great Britain or U.S.A. ».
- Norah C. James, Sleeveless Errand, 1929
- Richard Aldington, Death of a Hero, Babou & Kahane Publishers, 1930
- James Joyce, Pomes Penyeach, 1932
- Frank Harris, My Life and Loves, 1934
- Henry Miller, Tropic of Cancer, 1934
- James Hanley, Boy, 1935
- Cyril Connolly, The Rock Pool, 1936
- Lawrence Durrell, The Black Book, 1938
- Anaïs Nin, Winter of Artifice, 1939